# Портела (аэропорт)
Международный аэропорт Лиссабона Порте́ла имени Умберту Делгаду (порт. Aeroporto Internacional da Portela, Aeroporto Internacional de Lisboa, англ. Lisbon Portela Airport, Lisbon Humberto Delgado Airport), также известен как Аэропорт Лиссабона (ИАТА: LIS, ИКАО: LPPT) — аэропорт, расположенный в северной части города Лиссабон и является наибольшим международным аэропортом в Португалии. Аэропорту присвоено имя Умберту Делгаду. Аэропорт принадлежит государственной компании «ANA», функционирует с 15 октября 1942 года и имеет две взлётно-посадочные полосы длиной 3805 и 2400 метров, каждая из которых имеет 45 метров в ширину. Имеет два общественных и один военный терминал, более известный под названием «Фигу-Мадуру».
Портела — базовый аэропорт авиакомпании TAP Portugal.
Лиссабонский аэропорт использует автоматизированную Систему управления багажом (BHS)

## Авиакомпании и направления
| Авиакомпании                | Пункты назначения |
| --------------------------- | --- |
| Aegean Airlines             | Афины |
| Aer Lingus                  | Дублин, Корк |
|                             | |
| Air Algérie                 | Алжир |
| Air Arabia Maroc            | Касабланка |
| Air Canada                  | Монреаль, Торонто |
| Air Europe                  | Мадрид |
| Air France                  | Париж |
| Air Malta                   | Мальта |
| Air Moldova                 | Кишинёв |
| Air Transat                 | Монреаль, Торонто |
| American Airlines           | Филадельфия |
| Azores Airlines             | Понта-Делгада, Хорта |
| Blue Air                    | Бухарест |
| British Airways             | Лондон |
| Brussels Airlines           | Брюссель |
| Croatia Airlines            | Загреб |
| Delta Airlines              | Бостон, Нью-Йорк |
| easyJet                     | Амстердам, Базель, Бристоль, Бордо, Женева, Лилль, Лион, Лондон, Люксембург, Мадейра, Мадрид, Милан, Манчестер, Нант, Ницца, Париж, Цюрих, Эдинбург                                                                                                   |
| El Al                       | Тель-Авив |
| Emirates                    | Дубай |
| Eurowings                   | Дюссельдорф, Кёльн, Штутгарт |
| Finnair                     | Хельсинки |
| Fly One                     | Кишинёв |
| Iberia                      | Мадрид |
| KLM                         | Амстердам |
| LATAM Brasil                | Сан-Паулу |
| Lufthansa                   | Мюнхен, Франкфурт-на-Майне |
| Luxair                      | Люксембург |
| Norwegian                   | Осло, Стокгольм |
| Norwegian Air International | Копенгаген |
| Nouvelair                   | Джерба |
| Orbest                      | Варадеро, Канкун, Пунта-Кана |
| Portugália                  | Лондон, Мадрид, Порту, Тулуза |
| Royal Air Maroc             | Касабланка |
| Ryanair                     | Баден-Баден, Берлин, Болонья, Бордо, Брюссель, Вроцлав, Гамбург, Дублин, Клермон-Ферран, Краков, Лондон, Лурд, Люксембург, Мадрид, Манчестер, Милан, Неаполь, Париж, Пиза, Понта-Делгада, Порту, Рим, Терсейра, Тулуза, Франкфурт-на-Майне, Эйндховен |
| Scandinavian Airlines       | Стокгольм |
| Swiss                       | Женева, Цюрих |
| TAAG Angola Airlines        | Луанда |
| TACV                        | Сал |
| Tarom                       | Бухарест |
| Transavia                   | Амстердам, Роттердам, Эйндховен |
| Transavia France            | Лион, Нант, Париж |
| Tunisair                    | Джерба, Тунис |
| Turkish Airlines            | Стамбул |
| United Airlines             | Вашингтон, Нью-Йорк |
| Vueling Airlines            | Барселона, Валенсия, Ибица, Пальма-де-Мальорка, Париж, Тенерифе |
| Wizz Air                    | Будапешт, Бухарест, Варшава, Вена, Киев, Котовице, София |
| Wizz Air UK                 | Лондон |
| TAP Air Portugal            | Аккра, Аликанте, Амстердам, Банжул, Барселона, Белен, Берлин, Бильбао, Бисау, Боа-Виста, Болонья, Бостон, Бразилиа, Брюссель, Канкун, Каракас, Касабланка, Чикаго-О'Харе, Конакри, Копенгаген, Дакар-Диасс, Дублин, Дюссельдорф, Фару                 |